# الموجة الجديدة لموسيقى الهيفي ميتال البريطانية
الموجة الجديدة لموسيقي الهيفي ميتال البريطانية أو (بالإنجليزية: New Wave of British Heavy Metal)‏ وتعرف أختصارا NWOBHM

## تاريخ
ترجع هذه التسمية الي ظهرت في العام 1977 الي رد الفعل علي موجة الميتال القديمة الي ظهرت في بريطانيا عام 1967 وكان من رواد تلك المدرسة القديمة
لد زبلين
ديب بيربل
بلاك سابث

## أصل الكلمة
ترجع التسمية أيضا لتميز تلك الفرق نفسها بأنها موسيقي ARABالميتال الحقيقية لا المدرسة القديمة أي انهم الموجة الثانية الأكثر تطورا وقد اثرت تلك الموجة في كل فرق الثمانينات والتسعينات وفي فرق البانك روك ابضا ومن أهم فرق تلك الموجة
أيرن مايدن
جوداس برييست
دياموند هيد
موتورهيد
ديف ليبارد
ساكسون
1. ↑  "قيم موسيقاك" (بالإنجليزية).